# Brug 1150
Brug 1150 is een bouwkundig kunstwerk in Amsterdam-Zuidoost.
De brug is een zogenaamde duikerbrug. Zij werd in 1968/1969 gelegd in een brede afwateringstocht, een ringgracht om de K-Buurt. Ze ligt in het kilometerslange Kelbergenpad, dat hier vanuit Gulden Kruis (waarvan ze hier een soort ventweg is) het Krimpertplein nadert. Het Kelbergenpad is alleen toegankelijk voor voetgangers en fietsers, zo ook deze duikerbrug. Daarbij ligt ze als een bult in het landschap, de duiker is alleen aan beide flanken te zien aan de opstaande randen, waarop het brugnummerplaatje is bevestigd. De duiker is circa 32 meter lang en 4 meter breed. De brug is zoals de meeste bruggen in de K-buurt breed en hoog genoeg om met een kano of roeiboot te bevaren. Alle bouwonderdelen zijn in beton uitgevoerd, conform het ontwerp van de Dienst der Publieke Werken (specifieke ontwerper onbekend).
Elders in de wijk Zuidoost zijn soortgelijke duikers geplaatst, bijvoorbeeld brug 1173. 

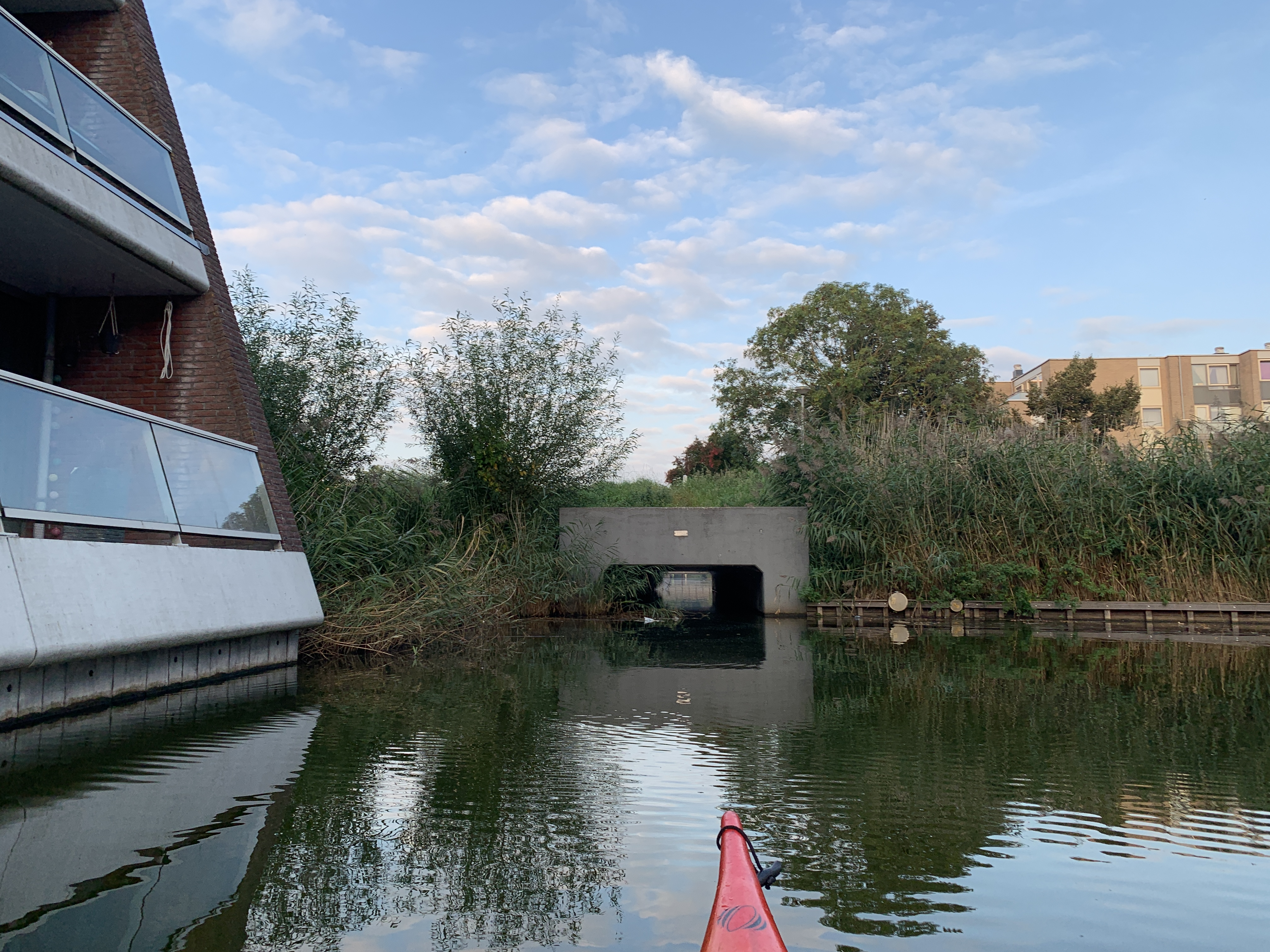
Brug 1150 gezien naar het oosten

<<< · 1100 · 1101 · 1107 · 1008 · 1009 · 1110 · 1111 · 1119 · 1121 · 1122 · 1123 · 1124 · 1125 · 1126 · 1127 · 1128 · 1129 · 1130 · 1131 · 1132 · 1133 · 1134 · 1135 · 1139 · 1140 · 1141 · 1142 · 1143 · 1144 · 1145 · 1146 · 1148 · 1149 · 1150 · 1151 · 1152 · 1153 · 1154 · 1155 · 1156 · 1157 · 1159 · 1162 · 1163 · 1164 · 1165 · 1167 · 1170 · 1171 · 1172 · 1173 · 1174 · 1175 · 1176 · 1177 · 1179 · 1180 · 1181 · 1182 · 1183 · 1184 · 1186 · 1187 · 1188 · 1189 · 1190 · 1191 · 1192 · 1193 · 1194 · 1195 · 1196 · 1197 · 1198 · 1199 · >>>
Brugnummers 1102-1106 (gesloopt), 1112-1118 (gesloopt), 1120, 1136-1138, 1145, 1147, 1158 (onbekend), 1160, 1161, 1166, 1168, 1169, 1178 en 1185 (voetbrug Bijlmerweide bouw 1970, sloop 2015) zijn niet (meer) vergeven.